# LOVER SOUL
『LOVER SOUL』（ラヴァー・ソウル）は、日本のロックバンド、JUDY AND MARYの13枚目のシングル。

## 解説
- 1997年10月15日にエピックレコーズよりリリースされた。累計売上は50.4万枚（オリコン調べ）。
- もともとアルバム『THE POWER SOURCE』制作時に存在した。
- YUKIによると、難しい日本語を使わない歌詞にしたかったとのこと。
- このシングル以降、しばらくジャケットにメンバーは写っていない。「ひとつだけ」でYUKIのみ登場するが、フルメンバーでは「ラッキープール」まで約3年間ない。

## 収録曲
1. LOVER SOUL (6:02)
（作詞：YUKI）
2. BATHROOM (4:05)
（作詞：Tack and Yukky）
3. LOVER SOUL (Backing Track) (6:01)

全曲　作曲：TAKUYA　編曲：JUDY AND MARY

## 収録アルバム
- POP LIFE (#1,2)
- FRESH (#1)
- The Great Escape -COMPLETE BEST- (#1,2)
- COMPLETE BEST ALBUM「FRESH」 (#1)

## カバー
- 2008年、Mi（アルバム『I Love Music〜Mi Best Collection〜』に収録）
- 2009年、大塚愛（アルバム『JUDY AND MARY 15th Anniversary Tribute Album』収録）
- 2010年、JUJU（アルバム『Request』に収録）
- 2017年、五島潤（大野柚布子）、紅葉谷希美（遠藤ゆりか）、金城そら（古賀葵）(TVアニメ『天使の3P!』BD・DVD第2巻特典CDに収録)